# لاري ماريك
لاري ماريك (بالإنجليزية: Larry Marek)‏ هو سياسي أمريكي، ولد في 1940 بمقاطعة واشنطن في الولايات المتحدة. حزبياً، نشط في Iowa Democratic Party ‏ والحزب الديمقراطي. وقد انتخب عضو مجلس نواب ولاية ايوا.